# Circuit des richesses
Le Circuit des richesses est un circuit de mototourisme, situé dans la région de l'Abitibi-Témiscamingue, au Québec.  Il permet aux voyageurs motocyclistes de parcourir la région touristique et d'admirer les paysages composés de forêts, de lacs et de rivières.

## Trajet
Départ de Val-d’Or, il s’agit d’aller prendre la Route 111 en longeant le Lac De Montigny, et ensuite le Lac Malartic jusqu’à la ville d’Amos.  Ensuite suivre la 395 vers le Sud, passant par Preissac et le Lac Preissac.  Pour finalement aller prendre sur la Route 117 direction Val-d’Or.  De ce point, le village de Cadillac, puis celui de Malartic où se trouve le Musée minéralogique de l’Abitibi-Témiscamingue, pour finalement revenir au point de départ en passant près encore une fois des Lacs Malartic et De Montigny.
Cette route fait le tour de trois grands lacs en Abitibi-Témiscamingue : le Lac De Montigny, le Lac Malartic et le Lac Preissac, ainsi que de lacs plus petits.